# Приморский краевой художественный колледж
Приморский краевой художественный колледж — художественное училище во Владивостоке. Здание колледжа построено в 1947 году на фундаменте разрушенного в 1938 году Успенского собора. Автор проекта — архитектор Александр Порецков. Историческое здание по адресу Светланская улица, 65а (ранее — Пушкинская улица, 2) сегодня является объектом культурного наследия Российской Федерации.

## История
Владивостокское художественное училище основано по инициативе художника Василия Васильевича Безродного в 1944 году.
Здание колледжа построено в 1947 году по проекту известного дальневосточного архитектора Александра Ивановича Порецкова как жилой дом с многокомнатными квартирами. С 1963 года здание используется как учебное заведение. На доме установлена мемориальная доска в память о его создателе.
Сегодня в здании расположен Приморский краевой художественный колледж.

## Архитектура
Здание выполнено в монументальных формах, характерных для советской архитектуры 1930—40-х годов с использованием элементов классицизма. От многих иных построек того времени его отличает лаконизм, сдержанность в использовании декора. Основная часть дома трёхэтажная, кубической формы, в один из углов которого врезан цилиндрический объём, завершающийся над карнизом ротондой-бельведером. Окна по всем фасадам имеют одинаковую прямоугольную форму и обрамлены тонким сандриком. Стены рустованы мелким горизонтальным рустом и завершаются профильным карнизом. Вход в здание выполнен в виде лоджии с арочным обрамлением, расположенной в асимметричном трёхгранном эркере. Здание является градостроительным акцентом улицы Пушкинской.